# بلقلی بالا
بلقلی بالا یک روستا در ایران است که در شهرستان جاجرم واقع شده‌است.